# Inquisitor hormophorus
Inquisitor hormophorus é uma espécie de gastrópode do gênero Inquisitor, pertencente a família Pseudomelatomidae.